# Варадка

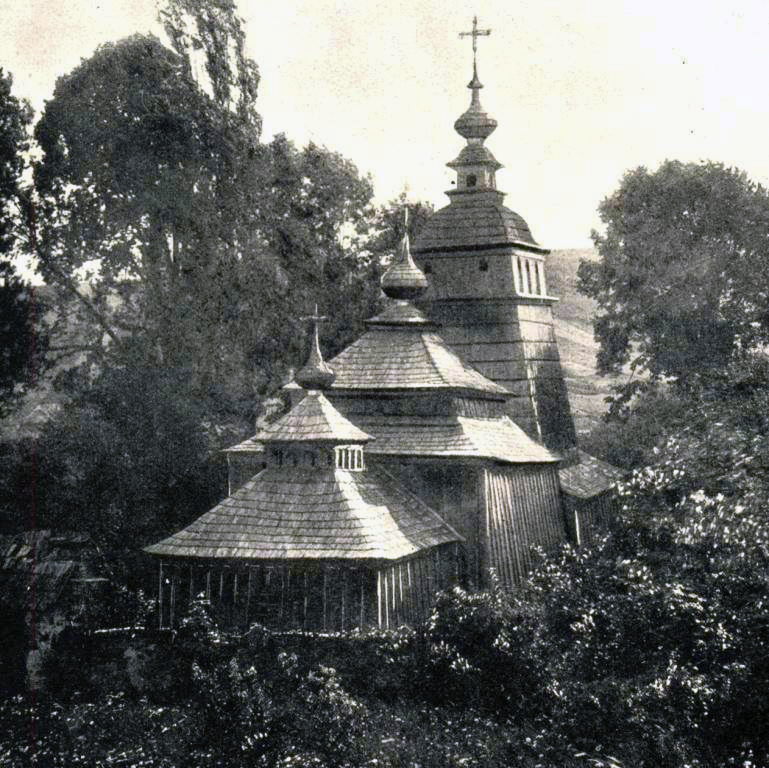
Церква Богородиці XVIII століття, знищена під час Першої Світової війни

Варадка (словац. Varadka) — село в Словаччині, Бардіївському окрузі Пряшівського краю. Розташоване в північно-східній частині Словаччини, у північній частині Низьких Бескидів, у долині Ондави, біля кордону з Польщею.
Вперше згадується у 1492 році.
В селі є дерев'яна православна церква Покрови пресв. Богородиці з 1924 р.

## Населення
| Рік:            | 1994. | 2004.    | 2014.    | 2024.   |
| --------------- | ----- | -------- | -------- | ------- |
| Кількість осіб: | 131   | 174      | 200      | 251     |
| Різниця:        |       | +32,82 % | +14,94 % | +25,5 % |

| Рік:            | 2023. | 2024.   |
| --------------- | ----- | ------- |
| Кількість осіб: | 251   | 251     |
| Різниця:        |       | +1,42 % |

В селі проживає 196 осіб.
Національний склад населення (за даними останнього перепису населення — 2001 року):
- словаки — 75,60%
- цигани — 15,48%
- українці — 4,17%
- русини — 3,57%
- чехи — 1,19%

Склад населення за приналежністю до релігії станом на 2001 рік:
- православні — 85,71%,
- римо-католики — 5,95%,
- греко-католики — 1,19%,
- не вважають себе віруючими або не належать до жодної вищезгаданої церкви — 3,57%